# Juli 1938
| Deze maand |
| --- |
| - Buitenlandse strijders verlaten Spanje - Grens Bolivia en Paraguay vastgesteld - Soviet-Unie en Japan in conflict |

De volgende gebeurtenissen speelden zich af in juli 1938. 
- 1 - Frankrijk en Turkije sluiten een vriendschapsverdrag, waarin ze de gezamenlijke beveiliging van sandjak Alexandrette regelen.
- 3 - In Zwitserland stemt de bevolking bij referendum in met het invoeren van een nationaal strafwetboek, dat de bestaande kantonale wetboeken vervangt.
- 3 - In een redevoering verklaart premier Neville Chamberlain dat hij het zijn eerste taak acht een nieuwe wereldoorlog in Europa te voorkomen.
- 4 - De gemeenteraad van Den Haag stemt in met de bouw van een nieuw stadhuis.
- 5 - De eerste reguliere KLM-vlucht van Amsterdam naar Sydney (begonnen op 28 juni) wordt voltooid.
- 5 - Italië en Mantsjoekwo sluiten een vriendschapsverdrag. Het is het eerste verdrag van Mantsjoekwo met een buitenlandse mogendheden (Japan niet meegerekend).
- 5 - De niet-inmengingscommissie betreffende de Spaanse Burgeroorlog komt tot een overeenkomst betreffende een Brits plan ter terugtrekking van de 'vrijwilligers' aan beide zijden van het conflict.
- 9 - De grens tussen Paraguay en Bolivia, voorheen inzet van de bloedige Chaco-oorlog, wordt overeengekomen.
- 10 - De kathedraal van Reims, ernstig beschadigd in de Eerste Wereldoorlog maar daarna hersteld, wordt opnieuw ingewijd.
- 11[1] - In Nederland wordt een commissie benoemd om zich over de spelling van het Nederlands te buigen. Voorzitter van de commissie is Joachimus Pieter Fockema Andreae.
- 12 - Venezuela verlaat de Volkenbond.
- 13[1] - In Oostenrijk wordt per 1 augustus een nieuw huwelijkswetgeving ingevoerd, waarin nog slechts het burgerlijk huwelijk geldig is.
- 13 - Het Kröller-Müller Museum wordt officieel geopend.
- 14[1] - Japan besluit de Olympische Zomerspelen 1940, gepland in Tokio, niet te organiseren en terug te geven aan het IOC.
- 14 - Howard Hughes en zijn bemanning voltooien een vlucht rond de wereld in 3 dagen, 19 uur van New York naar New York via Parijs, Moskou, Omsk, Jakoetsk en Fairbanks, daarmee het record voor een dergelijke vlucht met 4 uur verbeterend.
- 15 juli - Einde van de Conferentie van Évian. Hierin wordt de opname van politieke en Joodse vluchtelingen uit Duitsland en Oostenrijk besproken. De conferentie heeft echter weinig resultaat, ook niet via de opgerichte Intergovernmental Committee on Refugees.
- 17-18 - Douglas Corrigan vliegt solo over de Atlantische Oceaan, van New York naar Baldonnel in Ierland.
- 18[1] - De D.A. Thiemeprijs wordt toegekend aan de dichter Adriaan Roland Holst voor de bundel Een winter aan zee.
- 19 - Finland verklaart zich bereid de Olympische Zomerspelen 1940 in Helsinki te organiseren.
- 19 - De partij van de Sudeten-Duitsers publiceert de eisen die zij eerder heeft gestuurd naar de Tsjecho-Slowaakse regering.
- 19-22 juli - Koning George VI en koningin Elizabeth brengen een staatsbezoek aan Frankrijk.
- 21 - De Hongaarse premier Béla Imrédy en minister van buitenlandse zaken von Kánya bezoeken Rome en spreken met Benito Mussolini en Galeazzo Ciano. Beide landen verklaren vast te houden aan de protocollen van Rome, ook nu Oostenrijk als derde partij vervallen is.
- 22 - Een groep Duitse bergbeklimmers slaagt er als eersten in om via de noordwand de top van de Eiger te bereiken.
- 23-24 - De ministers van buitenlandse zaken van de Oslo-staten (België, Denemarken, Finland, Luxemburg, Nederland, Noorwegen en Zweden) komen in Kopenhagen bijeen. Zij uiten hun bezorgdheid over de wapenwedloop, verklaren zich voor de vrede te blijven inzetten en onderstrepen hun betrokkenheid bij de Volkenbond.
- 24 - De regering van Tsjecho-Slowakije willigt het grootste deel van de verzoeken van de Poolse minderheid in.
- 24 - Het Koning Albert I-monument in Nieuwpoort wordt onthuld.
- 24 - De Republikeinen gaan langs de Ebro op diverse plaatsen in de aanval en boeken goede vooruitgang.
- 25[1] - Bulgarije beëindigt de strikte censuur die was ingesteld na de staatsgreep in 1934.
- 25 - In het Verenigd Koninkrijk wordt de Civil Air Guard ingesteld. In deze vereniging worden piloten opgeleid die in geval van oorlog als vrijwillige gevechtsvliegers dienst kunnen doen.
- 26[1] - Paus Pius XI veroordeelt in een toespraak de rassenleer.
- 28[1] - Nederland en de Spaanse regering-Franco besluiten tot het benoemen van wederzijdse diplomaten, doch dit zonder dat Nederland de Nationalistische Spaanse regering daadwerkelijk erkent.
- 28 - De Deense zwemster Jenny Kammersgard zwemt de Oostzee over van Gjedser naar Warnemünde.
- 29[1] - Op Kreta breekt een opstand uit, geleid door Kyriakos Mitsotakis.
- 31 - De Griekse premier Ioannis Metaxas, mede namens de andere Balkanstaten, en de Bulgaarse premier Georgi Koseivanov komen met een gezamenlijke verklaring waarin de clausules in het Verdrag van Neuilly betreffende de beperking van de Bulgaarse bewapening worden ingetrokken.

en verder:
- Duitsland gaat over tot 'gelijkschakeling' van diverse Oostenrijkse verenigingen (opheffing van de vereniging en gedwongen samenvoeging met bestaande Duitse verenigingen op hetzelfde terrein). Ook de anti-Joodse maatregelen in Oostenrijk worden verscherpt.
- In Palestina neemt het geweld en terrorisme tussen Joden en Arabieren steeds ernstiger vormen aan. In de maand juli eisen deze 148 slachtoffers.
- Duitsland begint bouw van een 'anti-Maginotlinie', een serie van forten langs de Frans-Duitse grens.
- Tussen Japan en de Sovjet-Unie komt het tot een gewapend conflict over Tsjangkoefeng, een door de Russen bezette heuvel die volgens de Japanners in Mantsjoekwo ligt.
- De Japanners nemen Jiujiang in.

<< · januari · februari · maart · april · mei · juni · juli · augustus · september · oktober · november · december · >>